# محمد أمانيسي
محمد أمانيسي (مواليد 29 يوليو 1981) هو ملاكم مغربي، مثّل بلاده في الألعاب الأولمبية الصيفية 2008.

## روابط خارجية
محمد أمانيسي على موقع اللجنة الأولمبية الدولية (الإنجليزية)
- محمد أمانيسي على موقع أوليمبيديا (الإنجليزية)